# Radevormwalder Hochfläche
Die Radevormwalder Hochfläche ist eine Naturräumliche Einheit mit der Ordnungsnummer 338.130 auf Teilen des Stadtgebiets der bergischen und westfälischen Städte Hückeswagen (nordöstlicher Teil), Radevormwald (fast das gesamte Stadtgebiet), Halver (westlicher Rand), Ennepetal (westlich der Heilenbecke), Schwelm (südlicher Teil) und Wuppertal (Wohnquartier Ehrenberg). Sie ist Teil der Wupper-Ennepe-Hochflächen (Ordnungsnummer 338.13).
Die naturräumliche Einheit umfasst die zwischen der Wupper (Östliches Wupperengtal, Ordnungsnummer 338.11) und der Ennepe gelegenen Hochflächen mit dem Übergang zur Wuppertaler Senke (Ordnungsnummer 3371.3) im Nordwesten und auf der Linie Neuhückeswagen, Eckenhausen, Niederdahlhausen, Hönde, Altendorf und Schwenke zum Bever-Neye-Kerspe-Rückenland (Ordnungsnummer 338.131) im Süden. Das Kerngebiet der Wupper-Ennepe-Hochflächen entwässern fast vollständig zur Wupper, weniger zur Ennepe. Bodenbildend sind unterdevonische Remscheider, Hohenhöfer, Hobräcker und Mühlenbergschichten der Eifelstufe.

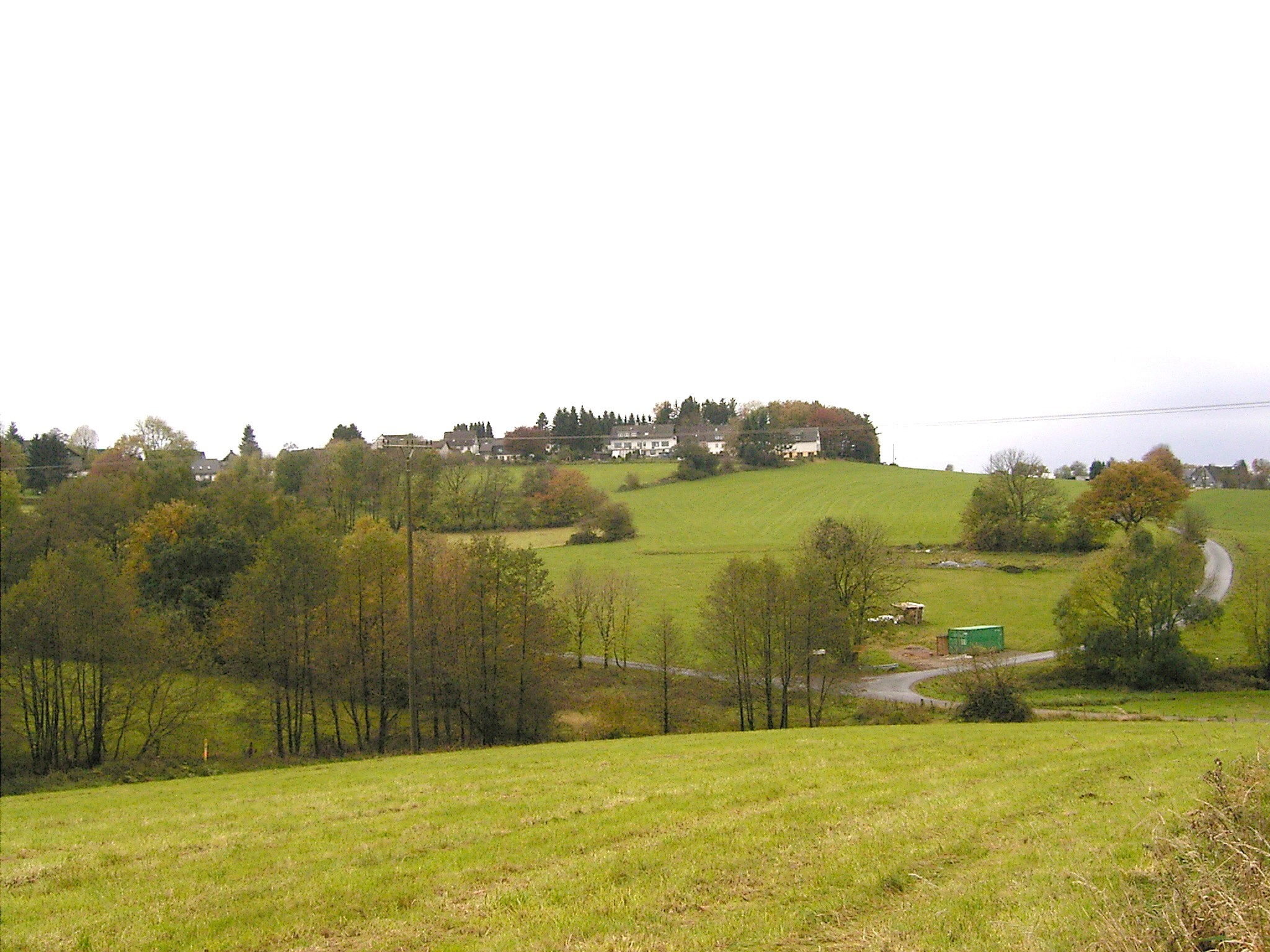
Typische Landschaft auf den Hochflächen